# Syncrenis
Syncrenis là một chi bướm đêm thuộc họ Geometridae.